# Knopbiesparelmot
De knopbiesparelmot of het knopbiesmotje (Glyphipterix schoenicolella) is een nachtvlinder uit de familie parelmotten, de Glyphipterigidae.

## Beschrijving
De spanwijdte van de vlinder bedraagt tussen de 6 en 9 millimeter. De voorvleugels van de vlindertjes zijn bruingrijs met enkele witte lijntjes als tekening, helderwitte franje en een zwarte vlek bij de apex. De imago is vaak te vinden in de buurt van de waardplant, knopbies, en kan eten van sommige bloemen, zoals watermunt. Soms eten de vrouwtjes ook stuifmeel.

## Levenscyclus
De knopbiesparelmot heeft knopbies (Schoenus nigricans) als waardplant en leven vooral van het aartje van deze plant. In Frankrijk is ook cypergras (Cyperus longus) gemeld, maar mogelijk betreft het hier een aangewaaid individu. De eitjes worden in juli en augustus aan de basis van jonge stengels gelegd. Het eitje overwintert.
De rupsen zijn te vinden van maart tot juli. In het eerste stadium eten vroege rupsen alleen van stuifmeel en schutblaadjes. Als het aartje zich tijdens de bloei opent, kruipen de rupsen daar in, en eten van de bovenste zaadjes, schutbladen en van de as van het aartje. De lagere zaadjes kunnen de rupsen pas eten in het derde stadium, doordat deze verkiezeld zijn. In minder vitale populaties van knopbies zijn de bovenste zaadjes niet aanwezig, en kan de knopbiesparelmot zich dus niet ontwikkelen. Dat geldt ook voor knopbiespopulaties die te lang onder water staan.
De imagines vliegen van juni tot en met augustus in één jaarlijkse generatie.

## Voorkomen
De knopbiesparelmot is in Nederland een zeldzame soort, die lokaal in de duinen wordt waargenomen. In België is de soort zeer zeldzaam, en alleen bekend van voor 1980 in de provincie Brabant. De knopbiesparelmot is ook bekend van Bulgarije, Denemarken, Estland, Frankrijk, Griekenland, Ierland, Italië, Letland, Noorwegen, Oostenrijk, Portugal, Rusland, Slowakije, Spanje, Tsjechië, Verenigd Koninkrijk en Zweden.